# Communauté de communes Pays du Mont-Blanc
La communauté de communes Pays du Mont-Blanc  (CCPMB) est une communauté de communes française regroupant dix communes du département de la Haute-Savoie, créée en janvier 2013.
Elle fait suite à la désagrégation du Syndicat Mixte du Pays du Mont-Blanc, dont se sont détachées quatre communes (Chamonix-Mont-Blanc, Les Houches, Servoz et Vallorcine) pour former la communauté de communes de la vallée de Chamonix-Mont-Blanc en janvier 2010.

## Géographie
La communauté de communes regroupe des communes installées dans la haute-vallée de l'Arve, et dans les petites vallées latérales, en aval de la vallée de Chamonix.

## Composition
La communauté de communes est composée des 10 communes suivantes :

| Nom                     | Code Insee | Gentilé          | Superficie (km2) | Population (dernière pop. légale) | Densité (hab./km2) |
| ----------------------- | ---------- | ---------------- | ---------------- | --------------------------------- | ------------------ |
| Passy (siège)           | 74208      | Passerands       | 80,03            | 10 852 (2022)                     | 136                |
| Combloux                | 74083      | Comblorans       | 17,27            | 2 094 (2022)                      | 121                |
| Les Contamines-Montjoie | 74085      | Contaminards     | 43,55            | 1 083 (2022)                      | 25                 |
| Cordon                  | 74089      | Cordonnants      | 22,35            | 984 (2022)                        | 44                 |
| Demi-Quartier           | 74099      | Demi-Quartelains | 8,9              | 803 (2022)                        | 90                 |
| Domancy                 | 74103      | Domancherots     | 7,4              | 2 203 (2022)                      | 298                |
| Megève                  | 74173      | Mégevans         | 44,11            | 2 927 (2022)                      | 66                 |
| Praz-sur-Arly           | 74215      | Pralins          | 22,64            | 1 289 (2022)                      | 57                 |
| Saint-Gervais-les-Bains | 74236      | Saint-Gervolains | 63,63            | 5 678 (2022)                      | 89                 |
| Sallanches              | 74256      | Sallanchards     | 65,87            | 17 041 (2022)                     | 259                |

## Démographie
| 1968   | 1975   | 1982   | 1990   | 1999   | 2007   | 2012   | 2017   |
| ------ | ------ | ------ | ------ | ------ | ------ | ------ | ------ |
| 30 334 | 32 377 | 34 812 | 38 667 | 42 078 | 44 540 | 44 548 | 44 095 |

## Politique et administration

### Statut
Le regroupement de communes a pris la forme d’une communauté de communes. L’intercommunalité est enregistrée au répertoire des entreprises sous le code SIREN 200 034 882. Son activité est enregistrée sous le code APE 8411Z

### Tendances politiques
| Commune                 | Maire                     | Nuance politique | Nuance politique |
| ----------------------- | ------------------------- | ---------------- | ---------------- |
| Combloux                | Claude Chambel            |                  | SE               |
| Cordon                  | Jacques Zirnhelt          |                  | SE               |
| Demi-Quartier           | Stéphane Allard           |                  | SE               |
| Domancy                 | Serge Revenaz             |                  | DVD              |
| Les Contamines-Montjoie | François Barbier          |                  | SE               |
| Megève                  | Catherine Jullien-Brèches |                  | LR               |
| Passy                   | Raphaël Castéra           |                  | DVG              |
| Praz-sur-Arly           | Yann Jaccaz               |                  | DVD              |
| Saint-Gervais-les-Bains | Jean-Marc Peillex         |                  | UDI              |
| Sallanches              | Georges Morand            |                  | LR               |

### Liste des présidents
| Période                                  | Période  | Identité          | Étiquette    | Qualité                                    |
| ---------------------------------------- | -------- | ----------------- | ------------ | ------------------------------------------ |
| 2013                                     | 2014     | Jean-Marc Peillex | DVD puis UDI | Maire de Saint-Gervais-les-Bains (2001 → ) |
| 2014                                     | 2020     | Georges Morand    | LR           | Maire de Sallanches (2001 → )              |
| 2020                                     | En cours | Jean-Marc Peillex | UDI          | Maire de Saint-Gervais-les-Bains (2001 → ) |
| Les données manquantes sont à compléter. |          |                   |              |                                            |

### Bureau communautaire
Liste des vice-présidents 2020-2026
- 1re : Catherine Jullien-Brèches, maire de Megève, chargée du tourisme
- 2e : Georges Morand, maire de Sallanches, chargé du développement économique
- 3e : Raphaël Castera, maire de Passy, chargé de la santé et de l'environnement
- 4e : Claude Chambel, maire de Combloux, chargé de l'agriculture et de la biodiversité
- 5e : François Barbier, maire des Contamines-Montjoie, chargé de l'aménagement du territoire et du sport
- 6e : Serge Revenaz, maire de Domancy, chargé des travaux
- 7e : Yann Jaccaz, maire de Praz-sur-Arly, chargé de la culture
- 8e : Stéphane Allard, maire de Demi-Quartier, chargé de la gestion des déchets
- 9e : Jacques Zirnhelt, maire de Cordon, chargé des ressources et de la mutualisation de services